# Vicente Martínez Gil
Vicente José Martínez Gil (Valencia, España; 14 de marzo de 1972), es uno de los casos de niños robados de España. A formado parte de muchos cortometrajes, documentales y programas televisivos; por ejemplo en À Punt.

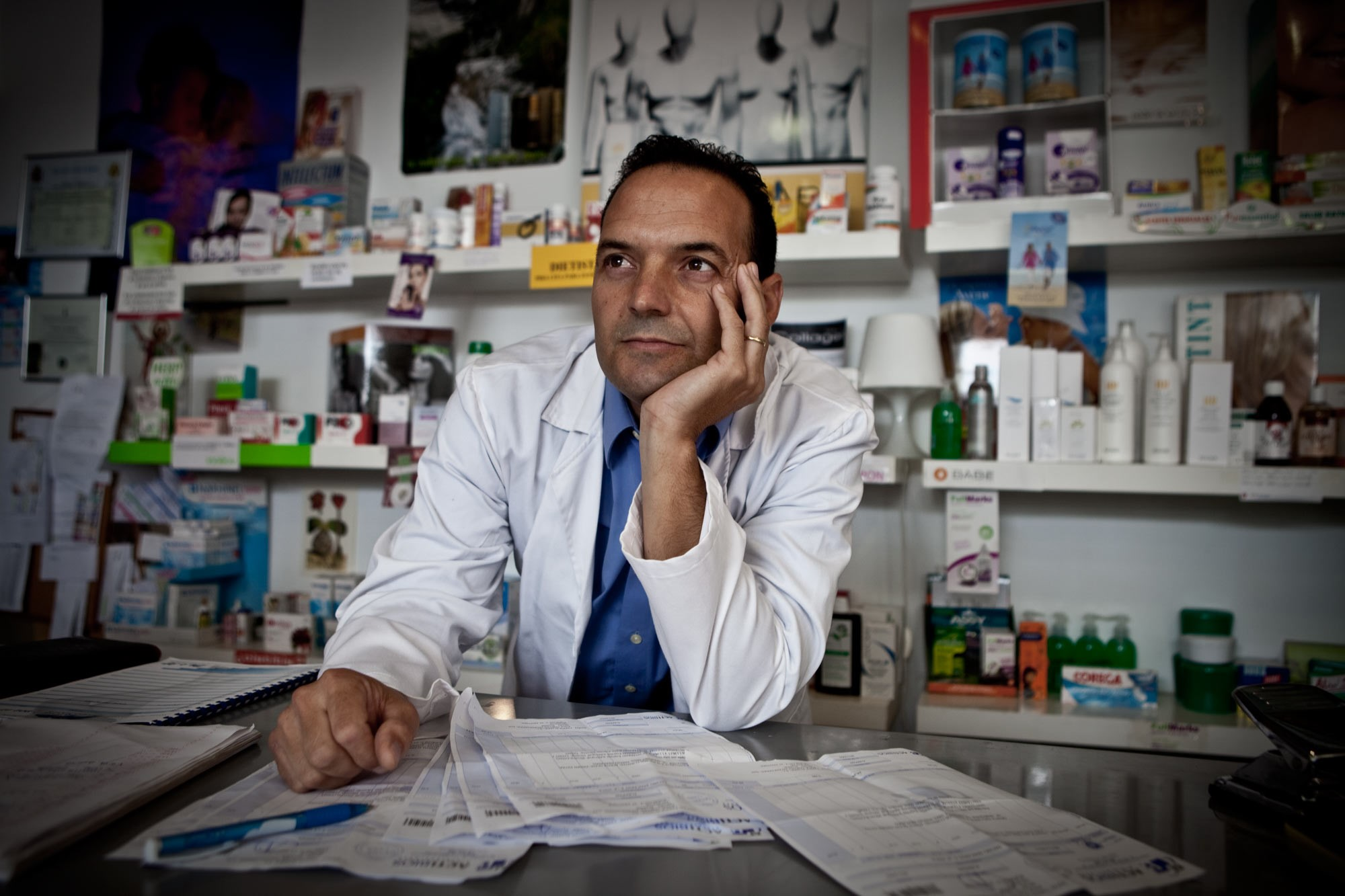
Vicente Martínez

39 años conviviendo con sus padres adoptivos hasta que, con la edad mencionada anteriormente, descubrió que el era un ''niño comprado''.

## Historia
Vicente Martínez nace el 14 de marzo del 1972 en Valencia pensando que, con la familia que a convivido toda su vida, es ''de verdad'' su familia. Por desgracia, era erróneo eso que él pensaba, este era el laberinto del primer niño robado. 39 años, creyendo una mentira, toda su familia y amigos lo sabían. "Mis amigos sabían que yo era un chico adoptado, que mis padres no eran mis padres biológicos. Eso era un secreto a voces. Pero yo me enteré por casualidad hace cuatro meses al escuchar una conversación de unas vecinas". Esta es una frase que dijo en una entrevista para el periódico El País. Tras destapar el engaño en el que había vivido, Vicente se puso a investigar y así supo que en realidad vino al mundo el 14 de marzo de 1972 en el hospital clínica Casa de la Salud, en Valencia, y no en el hospital La Cigüeña, como siempre le había hecho creer su madre adoptiva.
"Quiero buscar a esta gente que se consideraban que eran dioses y que traficaban con recién nacidos. En realidad eran gentuza: médicos, curas, monjas, matronas... hay gente que todavía ejerce la profesión y me gustaría desenmascararlos para que todo el mundo sepa lo que hacían y a lo que se dedicaban".
El logró arrancarles a sus padres la pista de que habían empezado la operación de "compra" a través de un íntimo amigo, que a su vez les había puesto en contacto con un médico. Sin embargo, Vicente averiguó que en realidad ese amigo íntimo había comunicado a sus padres con un cura, un tal don Salvador, quien a su vez les encaminó hacia unas monjas.
Este pago fue de 200.000 pesetas, después de una llamada apresurada por la madrugada. Los padres de Vicente concretan verse con el vendedor en una casa la cual ellos sospechaban que sería de un médico.
Su padre, comerciante, y su madre, ama de casa, tenían unos 40 años cuando se decidieron a adoptar a un niño. ¿Cómo se tomaron ellos el hecho de que Vicente descubriera que le habían tenido engañado toda su vida? Él lo cuenta así: "Cuando me puse a buscar mis orígenes, ellos reaccionaron mal. Ahora se muestran indiferentes y no tenemos contacto. Ellos son ya muy mayores y no entienden que yo quiera averiguar quién soy y de dónde vengo. De nada vale que les insista en que lo único que quiero es conocer mis orígenes, pero que ellos van a seguir siendo siempre mis padres. Tienen miedo. Yo les respeto y no quiero que se asusten".
Después del fallecimiento de su madre, se enteró de que se le había desheredado de su familia, el ya no formaba parte de lo que había vivido de niño. Cuentas de banco, llaves de casa... Todo fuera de su alcance.
''Las últimas palabras que dijo mi madre fueron que me quería dejar igual que me encontró; desnudo y sin nada''.